# Blue Birthday
Blue Birthday (en hangul, 블루버스데이; romanización revisada, beu-lu-beo-seu-de-i) es una serie web surcoreana dirigida por Park Dan-hee, escrita por Goo So-yeon y Moon Won-young. Protagonizada por Kim Ye-rim y Yang Hong-seok, y producida por PlayList Global, subsidiaria de Naver. La serie es un drama de suspenso y romance de fantasía en el que la protagonista vuelve a visitar el pasado a través de misteriosas fotografías dejadas por su primer amor, quien murió el día de su cumpleaños hace diez años.
Se estrenó el 23 de julio a través de Naver TV y WeTV y el 6 de agosto a través de YouTube y se transmitirá todos los viernes y sábados a las 19:00 (KST).

## Sinopsis
La serie cuenta la historia de Oh Ha-rin (Kim Ye-rim) que viaja en el tiempo entre el pasado y el presente a través de misteriosas fotos dejadas por su primer amor, Ji Seo-jun (Yang Hong-seok). Desde la escuela primaria hasta la secundaria, han sido amigos cercanos y han sido la pareja más cercana, pero él se suicidó en su cumpleaños hace diez años. En su vigésimo octavo cumpleaños, Ha-rin recibió una oportunidad muy especial como regalo. Con las misteriosas fotografías dejadas por Seo-jun, Ha-rin vuelve a ese día en el pasado y descubre por qué eligió morir. Incluso después de que hayan pasado diez años desde que se quedó sola, el fondo de pantalla del teléfono de Ha-rin sigue siendo una fotografía de ella con Seo-jun cuando ella tenía dieciocho años.

## Elenco

### Principal
- Kim Ye-rim[5] como Oh Ha-rin, quien perdió a su primer amor hace diez años y actualmente trabaja en un centro de protección de animales abandonado. El día de su décimo octavo cumpleaños decidió confesar sus sentimientos a Seo-jun, pero lo encuentra muerto en un estudio fotográfico. Debido a eso, su vida cambió drásticamente, teniendo que soportar momentos de gran desesperación, la alegría que siente a los dieciocho años y el dolor que sufre a los veintiocho. Después de que hayan pasado diez años, durante su vigésimo octavo cumpleaños, accidentalmente obtiene una fotografía que él dejó y vuelve a ese día hace diez años sin dudarlo con la esperanza de poder salvar a su amigo cercano y su amor no correspondido.

- Yang Hong-seok[6] como Ji Seo-jun, el primer amor de Ha-rin y el ejemplo perfecto de un «novio». Nunca pierde el primer lugar, siempre se ve una imagen perfectamente alegre y amable, como también su buena relación con sus compañeros. Es capaz de mostrar plenamente sus encantos de palpitar el corazón, a veces con una sonrisa brillante, a veces con ojos cariñosos y, a veces, con su lado enérgico. Al contrario de su apariencia brillante, es una persona que no se abre a los demás y es lúgubre por dentro. Ha-rin es su mejor amiga, la cual le dio esperanza en la vida. El día que Ha-rin sintió que él era más que un amigo para ella y trató de confesarse, Ji Seo-jun murió en el estudio fotográfico donde habían hecho felices recuerdos juntos. Así Seo-jun se convirtió en el novio de Ha-rin, aunque solo existe en su memoria.

- Lee Sang-jun[6]  como Cha Eun-seong, un reportero del departamento de asuntos sociales, que estaba enamorado de Ha-rin en el pasado. Nació en una familia adinerada y siempre ha tenido una mente positiva.
- Kim Gyeol-yu[5] como Do Su-jin, la mejor amiga y compañera de cuarto de Ha-rin. Ella es una persona cariñosa y amable que se preocupa por Ha-rin después de la muerte de Seo-jun.
- Park Joo-hyun[5] como Kim Eui-yeong, un novio que hace todo por Su-jin.
- Kim Yi-seo[7] como Ji Hye-min, la hermana mayor de Ji Seo-jun. Dirige un café y cuida a su hermano menor y a sus padres, que están luchando después de la repentina muerte de su hermano.

## Producción

### Desarrollo
La serie fue producida por Playlist, una compañía de producción conocida por producir varios dramas web exitosos para la generación de los años diez y veinte, incluidas las series A-Teen, A-Teen 2 y Love Playlist. Dirigida por Park Dan-hee y escrita por Goo So-yeon y Moon Won-young, es una obra que desafió nuevos géneros al reunirse con el equipo de producción, que había reunido temas con series como The Best Ending (2019) y Ending Again (2020).
El rodaje de la serie terminó en junio de 2021 después de tres meses de filmación. El 23 de junio se publicaron las imágenes finales del rodaje de la serie.

### Reparto
El 30 de marzo de 2021, Joy News24 anunció que Kim Ye-rim y Yang Hong-seok estaban en conversaciones para protagonizar la serie.  Tras la noticia informada sobre la lectura del guion realizada en Seúl el 5 de abril de 2021,  Ye-rim y Hong-seok fueron confirmados como los protagonistas de la serie. El 14 de mayo, Lee Sang-jun se uniría al elenco y fue seguido por Kim Gyeol-yu el 25 de mayo.

### Mercadotecnia
Kim Ye-rim y Yang Hong-seok aparecieron en SBS Power FM, Seulgi.zip de Naver NOW y Kang Han-na's Volume Up de KBS Cool FM el 16, 20 y 21 de julio, respectivamente.

### Lanzamiento
Un avance fue lanzado el 10 de junio con motivo del cumpleaños de Ha-rin. El equipo de producción explicó: «Este vídeo contiene el significado de “cumpleaños azul” (Blue birthday en inglés), el primer amor que eligió la muerte el día de su cumpleaños. A través de los vídeos e imágenes que se darán a conocer, la historia se irá desvelando poco a poco». La serie se emitió en Naver TV el 23 de julio. Se estrenará en YouTube a partir del 6 de agosto.

## Banda sonora
La banda sonora de Blue Birthday consta de tres canciones, incluyendo los remakes de dos canciones populares coreanas las cuales fueron lanzadas en 2011.

### Parte 1
| Lanzado el 4 de agosto de 2021 |                                    |                   |          |  |
| N.º                            | Título                             | Cantante original | Duración |  |
| 1.                             | «On Rainy Days (2021 ver)» (Heize) | Beast             |          |  |

## Episodios
| N.º | Título                                                                                        | Fecha de publicación     |
| --- | --------------------------------------------------------------------------------------------- | ------------------------ |
| 1   | "My Bad Birthday" Transcripción: "Nae Nappeun Saengil" (Coreano: 내 나쁜 생일)                | 23 de julio de 2021      |
| 2   | "You're in My Dream" Transcripción: "Dangsineun Nae Kkumeisseo" (Coreano: 당신은 내 꿈에있어) | 24 de julio de 2021      |
| 3   | "Lively Ordinary Days" Transcripción: "Soranhan Botongal"                                     | 30 de julio de 2021      |
| 4   | "Law of Equivalent Exchange" Transcripción: "Deunggagyohwanui Beopchig"                       | 31 de julio de 2021      |
| 5   | "Another Chance" Transcripción: "Ddo Hanbeon, Jihoe-ga Chaj-awatda"                           | 6 de agosto de 2021      |
| 6   | "What Happened That Day" Transcripción: "Geu Narui Sasilgwa Jinsil"                           | 7 de agosto de 2021      |
| 7   | "It's You, Isn't It?" Transcripción: "Neo Matji?"                                             | 13 de agosto de 2021     |
| 8   | "Crisis" Transcripción: "Wigi"                                                                | 14 de agosto de 2021     |
| 9   | "Witness" Transcripción: "Moggyeogja"                                                         | 20 de agosto de 2021     |
| 10  | "If We Have Such A Big Misfortune" Transcription: "Uri-ege Dagchil Bulhaengui Keugi"          | 21 de agosto de 2021     |
| 11  | "Each Others" Transcription: "Seoroga Seororeul"                                              | 27 de agosto de 2021     |
| 12  | "Suspicion" Transcription: "Uisim"                                                            | 28 de agosto de 2021     |
| 13  | "Abandoned Girl" Transcription: "Beoryeojin Ai"                                               | 3 de septiembre de 2021  |
| 14  | "Never Regret" Transcripción: "Huhoehaji An-ah"                                               | 4 de septiembre de 2021  |
| 15  | "Disappear" Transcripción: "Sarajinda"                                                        | 10 de septiembre de 2021 |
| 16  | "My Blue Birthday"                                                                            | 11 de septiembre de 2021 |